# Хажин
Хажи́н (укр. Хажин) — село на Украине, основано в 1611 году, находится в Бердичевском районе Житомирской области.
Код КОАТУУ — 1820887201. Население по переписи 2001 года составляет 1084 человека. Почтовый индекс — 13374. Телефонный код — 4143. Занимает площадь 2,25 км².

## Известные уроженцы села
- Крупский, Владимир Аркадьевич
- Мостовой, Владимир Иосифович

## Адрес местного совета
13374, Житомирская область, Бердичевский р-н, с.Хажин, ул.Двирська, 1